# Wiktor Komplektow
Wiktor Gieorgijewicz Komplektow (ros. Виктор Георгиевич Комплектов, ur. 8 stycznia 1932 w Moskwie, zm. 1 września 2020) – radziecki i rosyjski dyplomata, działacz partyjny.

## Życiorys
W 1954 ukończył Moskiewski Państwowy Instytut Stosunków Międzynarodowych (specjalność: prawo międzynarodowe), 1955 przebywał na stażu w USA, po powrocie pracował w Ministerstwie Spraw Zagranicznych ZSRR, w sierpniu 1956 ponownie wysłany do Waszyngtonu jako stażysta-referent, później starszy referent Ambasady ZSRR w USA. W marcu 1958 został attaché ZSRR w USA, w grudniu 1958 wrócił do ZSRR, pracował w Wydziale Państw Ameryki MSZ ZSRR, gdzie był m.in. III sekretarzem (1960-1962) i II sekretarzem (1962-1963), w czerwcu 1961 brał udział w spotkaniu Chruszczowa z Kennedym w Wiedniu. W sierpniu 1963 został II sekretarzem Ambasady ZSRR w USA, od listopada 1965 do kwietnia 1967 był I sekretarzem, a od kwietnia 1967 do sierpnia 1968 radcą Ambasady ZSRR w USA, po powrocie do ZSRR w sierpniu 1968 pracował w Wydziale USA MSZ ZSRR, w sierpniu 1970 został zastępcą kierownika tego wydziału. W listopadzie 1974 brał udział w przygotowaniu spotkania Breżniewa z Fordem we Władywostoku, w styczniu 1978 został kierownikiem Wydziału USA MSZ ZSRR i członkiem Kolegium MSZ ZSRR, a w listopadzie 1982 wiceministrem spraw zagranicznych ZSRR (do 1991). Od 15 marca 1991 do 2 marca 1992 był ambasadorem ZSRR/Rosji w USA. Od 1962 należał do KPZR, 25 lutego 1986 został wybrany członkiem Centralnej Komisji Rewizyjnej KPZR.

## Odznaczenia
- Order Rewolucji Październikowej
- Order Czerwonego Sztandaru Pracy
- Order „Znak Honoru”
- Medal „Za pracowniczą wybitność”

I medale.